# Az emberi élet szakaszai
Az emberi életet az alábbi életkori szakaszokra oszthatjuk:
1. Csecsemőkor: a születéstől az első fogzás kezdetéig, a 7-8. hónapig. Ebből az újszülöttkor a születéstől számított első 4 hét.
2. Kisgyermekkor: az első fogzás kezdetétől a második fogzás kezdetéig, azaz a 6. évig.
3. Gyermekkor: a 6.-tól a 12-13. évig.
4. Serdülőkor: a 12-13. életévtől, a 15-16. életévig, vagyis a nemi érés befejeztéig.
5. Ifjúkor (juvenilitas): a nemi érés befejezésétől a növekedés megszűntéig. Férfiaknál a 25., nőknél a 20. életévig.
6. Fiatal felnőttkor: a növekedés befejeztétől (férfiaknál 25., nőknél 20. életévtől), nagyjából 30 éves korig.
7. Középkorú felnőttkor: a 30. életévtől az öregedés első jeleiig.
8. Az öregedés első fázisa (senectus ingrediens): 40 v. 35-től 50 v. 45 éves korig.
9. Haladó öregedés (presenium): 50 v. 45-től 65 v. 60 éves korig.
10. Aggkor (senium), 65 v. 60 év felett.

Az angol Oxford dictionary a fiatal felnőttkort 20 és 40, illetve 45 éves kor közé teszi, a középkorúság életszakaszát pedig 45 és 65 év közé. Ezt fogadják el általánosnak az Egyesült Államokban a pszichológusok.